# مرسدس-بنز سری-ال‌پی
کامیون‌های سری ال‌پی مرسدس بنز (به انگلیسی: Mercedes-Benz LP-Series)، یکی دیگر از کامیون‌های مرسدس بنز است که در سال ۱۹۶۳ تولید شد. این کامیون‌ها در آلمان به اسم کامیون‌های کابین مکعبی معروف هستند. چون کابین این کامیون ظاهری مکعبی دارد. "ال‌پی LP" در نسخه‌هایی از سری قبلی کامیون‌های مرسدس بنز استفاده شد. مدل‌های سنگین و متوسط تا سال ۱۹۷۵ تولید شدند و مرسدس بنز ان‌جی در جایگزین این نسخه شد. نسخه سبک این کامیون در سال ۱۹۸۴ با LK جدید (Leichte Klasse، "کلاس سبک") جایگزین شد. این کامیون در ایران با نام خاور شناخته می‌شود و این کامیون توسط کارخانه ایران خودرو دیزل در ایران عرضه شده‌است.
سری ال‌پی برای اولین بار در سال ۱۹۶۳ همراه با یک سیستم نامگذاری جدید برای کامیون‌های مرسدس بنز و موتورهای جدید تولید شد. کابین این کامیون برای به حداکثر رساندن فضای داخلی، با قوز کم موتور و با پنجره‌های بزرگ در اطراف طراحی شده‌است.
در عدد گذاری کامیون‌های مرسدس بنز، یک یا دو رقم اول نشان‌دهنده وزن ناخالص کامیون است. دو رقم آخر نشان‌دهنده حداکثر قدرت کامیون بر حسب ده‌ها اسب‌بخار است؛ مثلاً یک دستگاه مرسدس بنز ال‌پی ۶۰۸ دارای حداکثر وزن ۶ تن است و موتور این کامیون می‌تواند ۸۰ اسب‌بخار را تولید کند. در نسخه ال‌پی ۱۶۳۲ یک کامیون با وزن ۱۶ تن و با قدرت موتور ۳۲۰ اسب‌بخار است.

## نسخه‌ها

### سبک
نسخه سبک در سال ۱۹۶۵ معرفی شد. نسخه‌های این مدل از ۶ تا ۱۱ تن شروع می‌شد. اولین نسخه این مدل ال‌پی ۶۰۸ (LP 608) بود که مجهز به یک موتور دیزلی ۸۰ اسب‌بخاری OM۳۱۴ بود. نسخه‌های ۷/۵، ۸ و ۸/۵ تن این کامیون بعداً به تولید رسیدند. در سال ۱۹۶۹ نسخه ۹ تن این کامیون با موتور شش سیلندر OM۳۵۲ با قدرت ۱۱۰ تا ۱۳۰ اسب بخار به تولید رسید.
در سال ۱۹۷۷ کابین و بدنه تغییراتی کرد. این تغییرات شامل چراغ‌های جلو، جلوپنجره و کابین بود. چراغ‌های جلو در سپر این کامیون نصب شده‌است. نسخه‌های ۱۰ و ۱۱ تنی با موتور OM۳۱۴ با قدرت ۸۵ اسب‌بخار ساخته شدند. تولید نسخه سبک از نسخه متوسط و سنگین بیشتر بود و تا سال ۱۹۸۴ تولید شد.
- قبل فیس‌لیفت، مرسدس بنز LP 608 مدل ۱۹۶۸
- فیس‌لیفت، مرسدس بنز LPS 813 مدل ۱۹۸۳

### متوسط

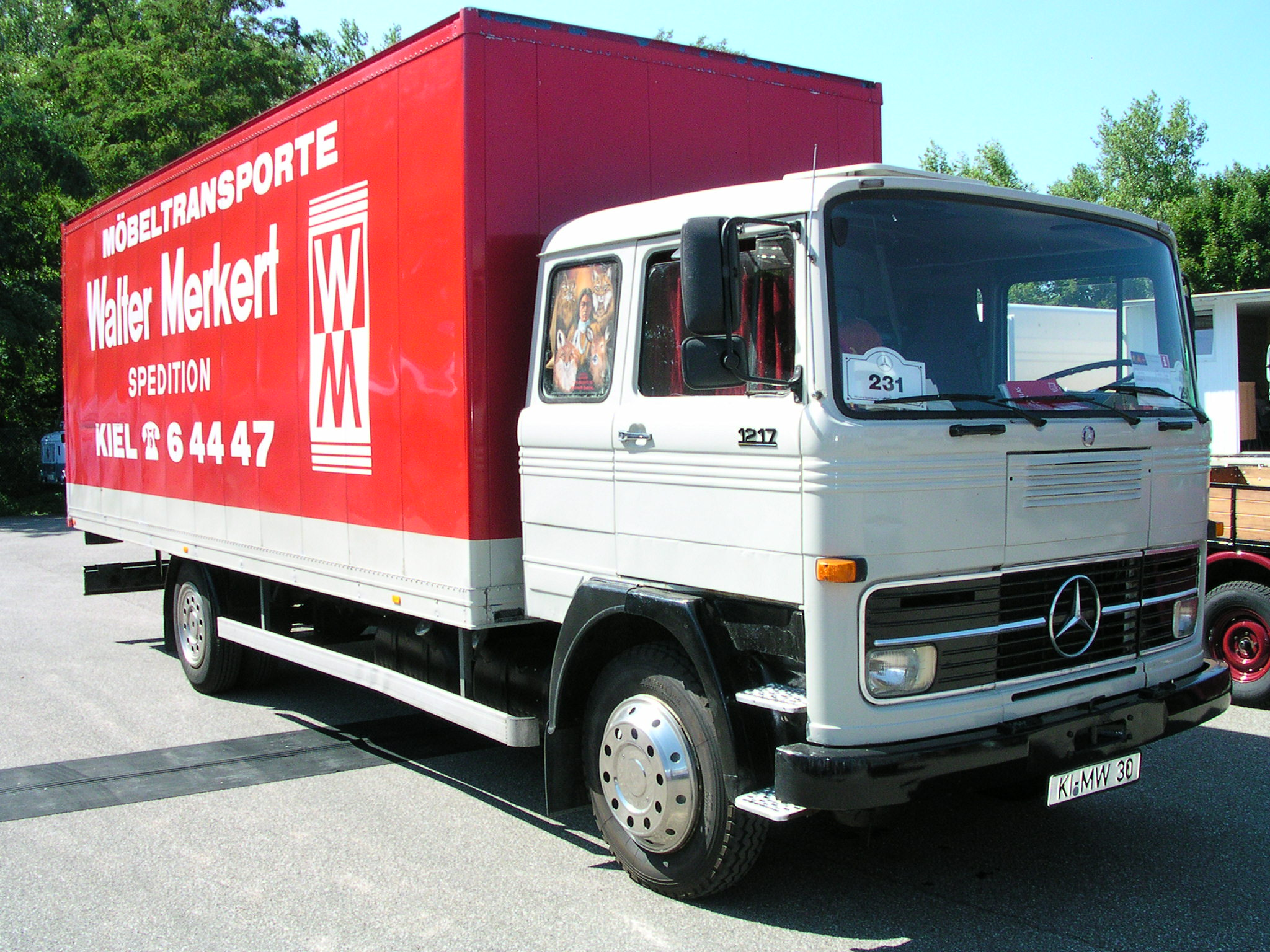
مرسدس بنز LP 1217

مدل‌های متوسط از ۸ تا ۲۲ تن بودند. چیدمان متفاوتی از درها با سنگین‌ترین قسمت این محدوده به اشتراک گذاشته شد، در حالی که جلوپنجره بلندتر بود. چراغ‌های جلو در نیمه پایینی جلوپنجره نصب شده بودند. این مدل در سال ۱۹۶۵ معرفی شد و در سال ۱۹۷۶ تولیدش متوقف شد و با مرسدس بنز ان‌جی جایگزین شد. در سال ۱۹۶۵ یک کابین ۲۰۰ میلی‌متری طولانی‌تر معرفی شد. مدل‌های سبک‌تر موتور شش سیلندر OM۳۵۲ با حجم ۵۶۷۵ سی‌سی را با قدرت‌های ۱۰۰، ۱۱۰ یا ۱۲۶ اسب بخار تولید شدند، در حالی که مدل‌های سنگین‌تر، موتور ۷۹۸۰ سی‌سی OM۳۲۷ را با قدرت ۱۶۰ اسب بخار تولید شدند. در سال ۱۹۷۰ این نسخه فیس‌لیفت شد و فقط نسخه ال‌پی ۱۵۱۹ با موتور ۸۷۲۰ سی‌سی OM۳۶۰ با قدرت ۱۹۲ اسب‌بخار تولید شدند.

### سنگین
مدل‌های سنگین اولین نمونه‌هایی بودند که در اواخر سال ۱۹۶۳ معرفی شدند. وزن آنها بین ۱۴ تا ۲۲ تن بود. اولین موتوری که بر روی این کامیون گذاشتند، موتوری دیزلی OM۳۲۶ بود که قادر به تولید ۲۰۰ اسب‌بخار بود. در سال ۱۹۶۴ موتور OM۳۴۶ معرفی شد که می‌توانست ۲۱۰ اسب‌بخار را تولید کند و این موتور جایگزین موتور قبلی شد. بعد چند وقت خروجی موتورها به ۲۳۰ اسب‌بخار رسید.
در سال ۱۹۷۲ حداقل قدرت مورو نیاز به ۸ اسب‌بخار بر تن رسید. در سال ۱۹۷۰ فیس‌لیفت این نسخه معرفی شد. تغییراتی که روی این کامیون انجام شد، شامل: درهای جدید و بزرگ، سقف بلند، چراغ‌های راهنما به کناره‌های سپر جلو منتقل شد و پله‌های این کامیون بود. در این سال‌ها یک موتور ۱۰ سیلندر OM۴۰۳ برای سنگین‌ترین مدل در نظر گرفته شد که خروجی آن ۳۲۰ اسب‌بخار بود. در اواخر تولید نسخه ۱۰ سیلندر، محورهای این مدل تغییراتی کرد که گشتاور را به خوبی می‌توانست کنترل کند. مرسدس-بنز ان‌جی بعداً جایگزین این کامیون شد.
- مرسدس بنز LP 1418
- فیس‌لیفت، مرسدس بنز LP 2032

## مدل‌های تولید شده در ایران
مرسدس-بنز سری-ال‌پی در ایران با نام خاور معروف است. کامیون خاور در مدل‌های سبک و نیمه‌سنگین توسط ایران خودرو دیزل از سال ۱۳۴۹ تا ۱۳۸۸ تولید شده‌است. بیشتر این کامیون‌ها با رنگ نارنجی تولید شده‌است. مدل‌های خاور در ایران شامل:

### ۶۰۸
خاور ۶۰۸ یکی از کامیون‌های سبک مرسدس-بنز سری-ال‌پی است که وزن ناخالص آن به ۶۵۰۰ کیلوگرم می‌رسد. موتور این کامیون OM۳۱۴ است که ۸۵ اسب‌بخار و ۲۳۶ نیوتن‌متر تولید می‌کند. ترمز دستی این کامیون از نوع مکانیکی است. مدل ۶۰۸ نسبت به بقیه مدل‌ها بیشتر است و در ایران بسیار است.
| مشخصات خاور ۶۰۸                   | مشخصات خاور ۶۰۸                           |
| نوع موتور                         | MB-OM314                                  |
| قدرت موتور (hp)                   | ۸۵ اسب‌بخار در ۲۸۰۰ دور در دقیقه           |
| حداکثر گشتاور موتور (Nm)          | ۲۳۶ نیوتن‌متر در ۱۸۰۰ دور در دقیقه         |
| تعداد سیلندرها                    | ۴ عدد خطی                                 |
| حجم موتور (cc)                    | ۳۷۸۲ سی‌سی                                 |
| نسبت تراکم                        | ۱۷٫۰:۱                                    |
| تعداد و آرایش سوپاپ‌ها             | ۸ عدد ایستاده                             |
| مدل گیربکس                        | ZF-S5-24/3-7.13                           |
| نوع شاسی                          | QST 52-3                                  |
| ابعاد شاسی (mm)                   | ۵٫۵ × ۶۰ × ۲۰۲ میلی‌متر                    |
| جنس مخزن سوخت                     | فلزی                                      |
| ظرفیت مخزن سوخت (lit)             | ۱۰۰ لیتر                                  |
| سیستم تعلیق محور جلو              | فنر تخت + کمک فنر + میل موج‌گیر            |
| سیستم تعلیق محور عقب              | فنر تخت + ضربه‌گیر فنر + کمک فنر           |
| مدل کلاچ                          | HBX250                                    |
| نوع صفحه کلاچ                     | تک صفحه‌ای خشک                             |
| ظرفیت باتری‌ها (آمپر ساعت)         | ۲ عدد ۱۲ ولت، ۶۶ آمپر ساعت                |
| مشخصات آلترناتور (دینام)          | ۲۸ آمپر ۳۵ ولت                            |
| استارت                            | ۲۴ ولت ۴ کیلو وات                         |
| برق مصرفی                         | ۲۴ ولت                                    |
| محور جلو                          | VL2/5-2.2-ALBION                          |
| محور عقب                          | HL2/2-4.8-ALBION                          |
| فرمان                             | مکانیکی، مدل L3.5K                        |
| ترمز سرویس                        | هیدرولیک با بوستر پنوماتیک                |
| ترمز دستی                         | مکانیکی                                   |
| حداکثر توانایی بالاروی از شیب     | ۳۴ درصد                                   |
| حداکثر سرعت (km/h)                | ۷۸ کیلومتر بر ساعت                        |
| حداکثر وزن مجاز روی اکسل جلو (kg) | ۲۲۰۰ کیلوگرم                              |
| بار مجاز روی اکسل عقب (kg)        | ۴۸۰۰ کیلوگرم                              |
| وزن مجموع ناخالص مجاز (kg)        | ۶۵۰۰ کیلوگرم                              |
| رینگ                              | ۱۶×۶٫۰۰                                   |
| تایر                              | ۱۶×۷٫۰۰                                   |
| تجهیزات                           | کمربند ایمنی بخاری آینه‌های داخلی و بیرونی |
| --------------------------------- | ----------------------------------------- |

### ۸۰۸
خاور ۸۰۸ یکی دیگر از مدل‌های سبک کامیون خاور است که در مشخصات فنی هیچ تفاوتی با نسخه ۶۰۸ ندارد و تفاوت آن‌ها در وزن و ابعاد آن است. طول خاور ۸۰۸ حدود ۶ متر است اما در ۶۰۸ بین ۵ تا ۵٫۵ متر است. وزن ناخالص این کامیون به ۸۰۰۰ کیلوگرم می‌رسد که برتری نسبت به ۶۰۸ دارد و بار بیشتری را می‌تواند حمل کند. بیشتر کامیون‌های خاور ۸۰۸ از فضای بار کفی بغل‌دار استفاده می‌کنند.
| مشخصات خاور ۸۰۸                   | مشخصات خاور ۸۰۸                   |
| نوع موتور                         | OM314                             |
| قدرت موتور (hp)                   | ۸۵ اسب‌بخار در ۲۸۰۰ دور در دقیقه   |
| حداکثر گشتاور موتور (Nm)          | ۲۳۶ نیوتن‌متر در ۱۸۰۰ دور در دقیقه |
| تعداد سیلندرها                    | ۴ عدد خطی                         |
| حجم موتور (cc)                    | ۳۷۸۲ سی‌سی                         |
| نسبت تراکم                        | ۱۷٫۰:۱                            |
| تعداد و آرایش سوپاپ‌ها             | ۸ عدد ایستاده                     |
| مدل گیربکس                        | ZF-S5-24/3-7.13                   |
| نوع شاسی                          | QST 52-3                          |
| ابعاد شاسی (mm)                   | ۵٫۵ × ۶۰ × ۲۰۲ میلی‌متر            |
| جنس مخزن سوخت                     | فلزی                              |
| ظرفیت مخزن سوخت (lit)             | ۱۰۰ لیتر                          |
| سیستم تعلیق محور جلو              | فنر تخت + کمک فنر + میل موج‌گیر    |
| سیستم تعلیق محور عقب              | فنر تخت + ضربه‌گیر فنر + کمک فنر   |
| مدل کلاچ                          | HBX250                            |
| نوع صفحه کلاچ                     | تک صفحه‌ای خشک                     |
| ظرفیت باتری‌ها (آمپر ساعت)         | ۲ عدد ۱۲ ولت، ۶۶ آمپر ساعت        |
| مشخصات آلترناتور (دینام)          | ۲۸ آمپر ۳۵ ولت                    |
| استارت                            | ۲۴ ولت ۴ کیلو وات                 |
| برق مصرفی                         | ۲۴ ولت                            |
| محور جلو                          | VL2/5-2.2-ALBION                  |
| محور عقب                          | HL2/2-4.8-ALBION                  |
| فرمان                             | مکانیکی، مدل L3.5K                |
| ترمز سرویس                        | هیدرولیک با بوستر پنوماتیک        |
| ترمز دستی                         | پنوماتیکی                         |
| حداکثر توانایی بالاروی از شیب     | ۲۵ درصد                           |
| حداکثر سرعت (km/h)                | ۸۰ کیلومتر بر ساعت                |
| حداکثر وزن مجاز روی اکسل جلو (kg) | ۲۱۰۰ کیلوگرم                      |
| بار مجاز روی اکسل عقب (kg)        | ۵۷۰۰ کیلوگرم                      |
| وزن مجموع ناخالص مجاز (kg)        | ۸۰۰۰ کیلوگرم                      |
| رینگ                              | ۱۶×۶٫۰۰                           |
| تایر                              | ۱۶×۷٫۰۰                           |
| --------------------------------- | --------------------------------- |

### ۸۱۳
قوی‌ترین مدل تولید شده خاور است. تفاوت ۸۰۸ با ۸۱۳ در مشخصات فنی است که خاور ۸۱۳ از یک موتور ۵۰۰۰ سی‌سی OM۳۵۲ استفاده می‌کند که ۱۳۰ اسب‌بخار را می‌تواند تولید کند.

### ۹۱۳
این مدل از نظر فنی هیچ تفاوتی با ۸۱۳ ندارد و تفاوت آن در وزن کامیون است که وزن ناخالص ۹۰۰۰ کیلوگرم (۹ تن) را دارد.

### ۱۰۱۳
سنگین‌ترین مدل خاور همین مدل است که موتور آن مشابه مدل ۸۱۳ و ۹۱۳ است و وزن ناخالص ۱۰۰۰۰ کیلوگرم (۱۰ تن) را دارد.